# Antarcturus nonatoi
Antarcturus nonatoi là một loài chân đều trong họ Antarcturidae. Loài này được Pires & Sumida miêu tả khoa học năm 1997.